# Iván Yaguzidze
Iván Gueorguiévich Yaguzidze (en osetio: Æгъуызаты (Гæбæраты) Иуане; en georgiano: იოანე გიორგის ძე იალღუზიძე; Zalda, 1775 - Tiflis, 5 de agosto de 1830) fue escritor, educador y misionero ortodoxo osetio, uno de los fundadores de la literatura osética.  

## Biografía
Nació en 1775 en la aldea de Zalda, en la garganta de Yava, en el reino de Kartli-Kajetia. Provenía de la familia Gabaraev, una de las ramas del antiguo clan osetio Alguzata. A los ocho años, por orden del rey Heraclio II de Georgia, fue enviado al monasterio de David Gareja. Allí recibió una educación completa, estudiando gramática, retórica, física y literatura. Su tutor y maestro fue el clérigo Iósif Karumidze. El maestro apreciaba mucho a su alumno, valoraba mucho su curiosidad y sus habilidades, y le dedicaba mucho tiempo. Más tarde, Karumidze escribió sobre su alumno: «El rey Heraclio me concedió un niño osetio de unos ocho años y ordenó por decreto que le enseñara a leer, escribir y todas las ciencias, orden que cumplí». 
Se graduó del seminario teológico, hablaba osetio, ruso y georgiano, y enseñó en el Seminario Teológico de Tiflis. En 1798, tras finalizar sus estudios en el seminario, Yalguzidze fue enviado a la escuela parroquial de Dusheti, donde enseñó a leer y escribir en georgiano a niños campesinos.
En 1802, fue trasladado a Tiflis, donde impartió clases de literatura georgiana, rusa y osetia en el seminario teológico. Regresó a la escuela teológica parroquial del Seminario Teológico de Tiflis solo años después (1820-1822). Un documento de archivo revela los motivos para que Yalguzidze volviera a la docencia: «Dado que Yalguzidze era un profundo experto en su lengua materna y en georgiana, al admitir a niños osetios, se le nombró profesor de osetia y georgiana». En 1802, desarrolló el primer alfabeto osetio basado en la escritura georgiana, utilizado por los osetios del norte y del sur.
En 1820, compiló una cartilla y un catecismo en osetia. En 1821, publicó el primer libro de texto-cartilla en osetia. 
Yalguzidze falleció a causa de una epidemia de cólera el 5 de agosto de 1830 y fue enterrado en el cementerio de la Iglesia del Arcángel Avlabari en Tiflis.

## Obras
De la obra poética de Yalguzidze, solo nos ha llegado una décima parte del extenso poema Агъуызы кадӕг. El poema, escrito en georgiano, se publicó por primera vez en 1885.

## Homenajes
Hay esculturas en honor a Yaguzidze en Vladikavkaz y Tsjinvali.